# Успіхів тобі, Лео Гранд
«Успіхів тобі, Лео Гранд» (англ. Good Luck to You, Leo Grande) — комедійно-драматичний фільм австралійської режисерки Софі Гайд за сценарієм Кеті Бренд. Головні ролі зіграли Емма Томпсон та Деріл МакКормак. Сюжет обертається навколо жінки, яка винаймає молодого працівника секс-бізнесу для того, щоб зрештою відчути задоволення від сексу.
Світова прем’єра фільму відбулася на кінофестивалі «Санденс» 22 січня 2022 року. В прокат у Великій Британії вийшов 17 червня 2022-го (дистрибуція компанії «Lionsgate»), у цифровому вигляді – у США компанія «Searchlight Pictures». Фільм отримав схвальні відгуки критиків, зокрема номінації на премію «BAFTA» та «Золотий глобус» Емми Томпсон.

## Сюжет
Ненсі Стокс (Емма Томпсон) у готельному номері призначає зустріч секс-працівникові на ім’я Лео Гранде (Деріл МакКормак). Помітно нервуючи, вона пояснює, що ніколи не відчувала оргазму й дала собі обіцянку більше ніколи не симулювати його після смерті свого чоловіка два роки тому. Ненсі відчуває невпевненість у своєму тілі та віці й збентежена тим, що найняла Лео, який намагається її заспокоїти.
Лео не соромиться секс-бізнесу, але каже, що його мати вважає його працівником нафтової вишки. Ненсі ділиться розчаруванням своїми дорослими дітьми, додаючи, що вона вчителька релігії на пенсії. Її чоловік був для неї єдиним сексуальним партнером, який вважав оральний секс принизливим, тому нічого окрім «місіонерського сексу» у неї не було протягом тридцяти одного року подружнього життя.
Ненсі розповідає про свій найчуттєвіший досвід: коли вона була підлітком під час сімейних канікул у Греції, нею зацікавився працівник готелю. Залишившись у саду, він почав цілувати та торкатися її, перш ніж його перервали. Наступного дня відпуста скінчилася. Побачивши Ненсі збудженою та розслабленою через спогади, Лео цілує та торкається її пальцями.
За тиждень Ненсі зустрічається з Лео в тому самому готельному номері для другого сеансу. Незважаючи на те, що вона все ще не досягла оргазму, склала список сексуальних фантазій, до яких підготувалася цього разу. Першим номером значився мінет. Хвилювання Ненсі посилюється телефонними дзвінками від доньки, але Лео розслабляє її за допомогою танців та масажу. Побоюючись, що вона пожертвувала своєю молодістю та потенційними пригодами заради своєї родини, вона приголомшена, торкається напівроздягненого Лео, який заохочує її обійняти власне тіло.
Лео розповідає про свого молодшого брата, який служить в армії, із яким вони не дуже близькі. Коли він пропонує Ненсі записатися на додаткові сеанси, вона звинувачує його в спробі заробити більше грошей та нав'язуванні послуг. Він розповідає про інших своїх клієнтів, пояснюючи, що отримує щире задоволення від їхнього задоволення. Ненсі бачить, як Лео починає збуджуватися, коли він розповідає про свою роботу, що, у свою чергу, збуджує її, і вона нарешті преходить до мінету.
Ненсі записує Лео на третій сеанс у тому самому номері. Він займається з нею оральним сексом, другим пунктом списку Ненсі. Однак після зізнається у кіберпереслідуванні та розкриває справжнє ім’я Лео, Коннор. Це є перетином персональних кордонів, з точки зору Лео, який почувається ображеним та забороняє замовляти його на майбутнє. Ненсі намагається виправити ситуацію, запитується, чи можуть вони бути друзями, й заохочує його розповісти родині про свою роботу, навіть пропонує поговорити з його матір’ю. Лео відкривається, що його мати каже людям, що він для неї мертвий – мати відмовилася від нього у віці 15 років.
Ненсі замовляє Лео й на четвертий сеанс, домовившись про зустріч у готельному кафе, де офіціантка Беккі (Ізабелла Лафленд) виявляється її колишньою ученицею. Ненсі дякує Лео за її нову впевненість та сексуальне пробудження, й розповідає, що дала рекомендацію кільком своїм подурам. Зізнається щодо свого справжнього імені Сьюзан Робінсон, й утому, що він був єдиною справжньою пригодою її життя. Беккі перериває розмову власними спогадами про те, як вчителька Сьюзен соромила шкільних учениць за короткі спідниці, називаючи їх «хвойдами.
Лео відкрив братові свою роботу, відновивши з ним зв’язок. Він також пояснює, що його мати зреклася його після того, як спіймала його та кількох друзів за груповим сексом; вона більше не визнає його існування, навіть проходячи повз нього на вулиці. Сьюзен просить вибачення у Беккі за свою минулу осудливу поведінку, зізнаючись у своїх справжніх стосунках із Лео та рекомендує його послуги.
Сьюзан і Лео насолоджуються останнім сеансом у готельному номері, пристрасно беручи участь у всіх інших діях зі списку Сьюзен, але вона все ще не досягла оргазму. Поки Лео шукає секс-іграшку, Сьюзен спостерігає, як він ходить голим і мастурбує, відчуваючи перший оргазм. Вона дякує Лео, зазначаючи, що це була їх остання зустріч, оскільки він їй більше не потрібен. Залишившись на одинці, Сьюзан насолоджується у дзеркало виглядом власного оголеного тіла, яке зрештою полюбила.

## У ролях
- Емма Томпсон — Ненсі Стоукс
- Деріл МакКормак — Лео Гранд
- Ізабелла Лафленд — Бекі

## Виробництво
Режисеркою проєкту виступила австралійка Софі Гайд. Головні ролі отримали британка Емма Томпсон та ірландець Деріл МакКормак. Зйомки відбувалися у Лондоні та Норіджі (англійське графство Норфолк) у березні-квітні 2021 року. Томпсон в одному з інтерв'ю зазначила, що найважчою сценою для неї став епізод, у якому її героїня дивиться на відображення у дзеркалі свого оголеного тіла та залишається задоволеною побаченим.

## Прем'єра та сприйняття
Прем'єра відбулася 22 січня 2022 року на кінофестивалі «Санденс», а 12 лютого його показали на 72-му Берлінському кінофестивалі. Перші відгуки були позитивними.